# Кэрьенг (футбольный клуб)
«Кэрьенг» (люкс. UN Käerjeng 97) — люксембургский футбольный клуб из города Башараж, относящегося к коммуне Кэрьенг.
Клуб был образован в 1997 году путём объединения клубов «Башараж» (фр. US Bascharage; люкс. US Nidderkäerjeng) и «Женесс Отшараж» (фр. FC Jeunesse Hautcharage; люкс. FC Jeunesse Uewerkäerjeng).
Хотя клуб не добился ничего выдающегося в национальных соревнованиях, в 2007 году «Кэрьенг» стал одним из немногих клубов из Люксембурга, прошедшим стадию Еврокубка. Это произошло в первом квалификационном раунде Кубка УЕФА 2007/08, где скромный «Кэрьенг» одолел в двухматчевом противостоянии норвежский «Лиллестрём»: после поражения в Норвегии (1:2) клуб взял реванш на стадионе «Жози Бартель» в Люксембурге (1:0) и благодаря правилу гола, забитого на чужом поле прошёл в следующий раунд.

## Достижения
- Кубок Люксембурга — 1 раз: 1971 (как «Женесс»).